# Benjamin Reemst
Benjamin Reemst (Voorburg, 29 maart 2000) is een Nederlandse voetballer die doorgaans speelt als middenvelder.

## Clubcarrière
Reemst speelde in de jeugd bij Forum Sport, ADO Den Haag, opnieuw Forum Sport en Feyenoord alvorens hij in 2018 op het oude nest terugkeerde bij ADO Den Haag waar hij aansloot bij het beloftenteam en twee jaar later zijn eerste profcontract tekende, voor de duur van een seizoen met een optie voor nog een extra jaar. Eind maart 2021 maakte de club gebruik van die optie om het contract met de aanvoerder van Jong ADO Den Haag te verlengen. Op 7 maart 2022 maakte Reemst namens ADO Den Haag als basisspeler zijn competitiedebuut in het eerste elftal in een met 6-3 verloren uitwedstrijd bij Jong Ajax, waarin hij goed was voor de assist bij de 1-1 gelijkmaker van Ricardo Kishna.

## Clubstatistieken

### Beloften
| Seizoen                             | Club              | Competitie    | Competitie | Competitie | Beker | Beker | Playoffs | Playoffs | Totaal | Totaal |
| Seizoen                             | Club              | Competitie    | Wed.       | Dlp.       | Wed.  | Dlp.  | Wed.     | Dlp.     | Wed.   | Dlp.   |
| ----------------------------------- | ----------------- | ------------- | ---------- | ---------- | ----- | ----- | -------- | -------- | ------ | ------ |
| 2019/20                             | Jong ADO Den Haag | Derde divisie | 14         | 0          | 0     | 0     | 0        | 0        | 14     | 0      |
| Totaal                              | Totaal            | Totaal        | 23         | 0          | 0     | 0     | 1        | 0        | 23     | 0      |
| Bijgewerkt tot en met 29 maart 2023 |                   |               |            |            |       |       |          |          |        |        |

### Senioren
| Seizoen                           | Club         | Competitie     | Competitie | Competitie | Beker | Beker | Playoffs | Playoffs | Totaal | Totaal |
| Seizoen                           | Club         | Competitie     | Wed.       | Dlp.       | Wed.  | Dlp.  | Wed.     | Dlp.     | Wed.   | Dlp.   |
| --------------------------------- | ------------ | -------------- | ---------- | ---------- | ----- | ----- | -------- | -------- | ------ | ------ |
| 2021/22                           | ADO Den Haag | Eerste divisie | 9          | 0          | 0     | 0     | 1        | 0        | 10     | 0      |
| 2022/23                           | FC Dordrecht | Eerste divisie | 32         | 0          | 1     | 0     | 0        | 0        | 33     | 0      |
| Totaal                            | Totaal       | Totaal         | 41         | 0          | 1     | 0     | 1        | 0        | 43     | 0      |
| Bijgewerkt tot en met 12 mei 2023 |              |                |            |            |       |       |          |          |        |        |